# Illa Macquarie

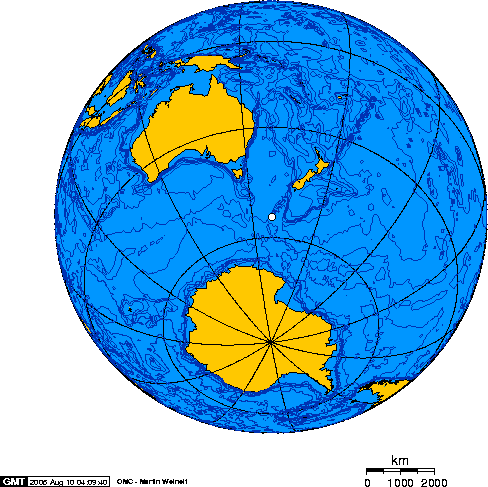
Plànol de la ubicació de l'illa Macquarie

L'Illa Macquarie es troba al sud-oest de l'oceà Pacífic, aproximadament a mig camí entre Nova Zelanda i l'Antàrtida. Pertany a Austràlia.
Va ser descoberta pel britànic australià Frederick Hasselborough el 1810 en nom del governador Lachlan Macquarie. De 20 a 40 persones pertanyents a una base científica en són els únics pobladors. Ocupa una superfície de 128 km². És una zona sísmica activa. L'any 2004 va tenir un dels terratrèmols més importants del món, de magnitud 8,1 en l'escala de Richter.
Fou declarada Patrimoni de la Humanitat per la Unesco l'any 1997, abarcant una àrea protegida de 12.785 ha.